# فالو ديلا لوكانيا
فالو ديلا لوكانيا (بالإيطالية: Vallo della Lucania)‏ هي كومونا تقع في إيطاليا في مقاطعة ساليرنو. يقدر عدد سكانها بـ 8,866 نسمة ومساحتها 25 كم2 ووترتفع عن سطح البحر 380 متر.

## السكان
في سنة 1861 بلغ عدد السكان 5٬416 نسمة، وتطور العدد ليصل في سنة 2011 لـ 8٬680 نسمة.
يظهر هذا المخطط البياني تطور النمو السكاني لـ فالو ديلا لوكانيا

## أعلام
- كريستيان مولينارو
- إليسا أوريتشيو